# Тузлук (соус)
Тузлук – соус кавказской кухни, соус карачаево-балкарской кухни, основными ингредиентами которого являются айран и чеснок .
Также в состав соуса входят соль и перец, как правило, чёрный молотый. Встречаются рецепты, где наряду с айраном используется сметана, а также мясной бульон. Вместо или вместе с чесноком могут быть задействованы черемша, острый красный перец, укроп.
Приготовление: толчёный или перетёртый чеснок добавляется в айран (бульон), после этого соус солят и перчат.
Соус подаётся к мясным блюдам: чаще отварной баранине или говядине . Также к выпечке, пирогам с сырной или мясной начинкой .

## См.также
- Айоли
- Аджика
- Дзадзики
- Чесночный соус